# Giorno di nozze
Giorno di nozze è un film del 1942 diretto da Raffaello Matarazzo.

## Trama
Mariano Bonotti, modesto impiegato di Roma, è riuscito, a costo di grandi sacrifici, a far studiare l'unica figlia Mariella in un prestigioso collegio vicino a Como. Benché in ritardo con l'affitto, lui e la moglie decidono di andarla a trovare e riescono a commuovere il comprensivo padrone di casa, che concede loro di utilizzare i soldi della pigione per pagarsi il viaggio.
Giunti al collegio, vengono avvertiti che la figlia è stata invitata dalla sua compagna Marisa Borioli nella villa di famiglia, dove anch'essi decidono di recarsi. Qui incontrano Amedeo Borioli, un ricco affarista dai modi arruffati e dall'eloquio travolgente, che ha anche un figlio, Giorgio, di cui Mariella è innamorata. L'invito della sorella di Giorgio mirava proprio a favorire il fidanzamento.
I due giovani si vogliono sposare e le famiglie sono d'accordo. I Bonotti, che sono stati scambiati per ricchi, non hanno il coraggio di confessare la loro vera condizione economica, mai rivelata neppure alla figlia. Quindi, una volta rientrato a Roma, Mariano si dà alle spese folli, volendo assicurare a Mariella un fastoso matrimonio ed una casa di lusso. Ma un contrattempo provoca il rinvio del matrimonio ed egli si ritrova proprio nel giorno di nozze con i creditori alle porte. Riesce ad ottenere una piccola proroga per non guastare la festa, ma, appena finita la cerimonia, gli pignorano tutto.
Intanto anche Borioli gli comunica di essere rovinato, a causa di un investimento sbagliato in azioni. Ma Bonotti, che lui aveva incaricato di acquistare quelle azioni, non l'aveva fatto perché non disponeva dei soldi per comunicare l'operazione. Il patrimonio quindi è salvo, mentre la omissione di Bonotti viene interpretata come fiuto per gli affari. Lieto fine, quindi, perché i due padri si trovano davanti un futuro di prosperità economica e la promessa della felicità dei figli.

## Produzione
Giorno di nozze è tratto dalla commedia Fine mese di Paola Riccora, che era stata portata sulle scene teatrali a metà degli anni Trenta, anche allora con l'interpretazione di Armando Falconi. Com'era usuale per le produzioni del tempo, il film fu realizzato, con grande rapidità, nei teatri della SAFA di via Mondovì, in Roma, e richiese circa due mesi di lavorazione, tra il marzo e l'aprile del 1942. Faceva parte del filone delle “commedie scacciapensieri” allora molto in voga, basate su un ritmo quasi frenetico delle scene e della recitazione.

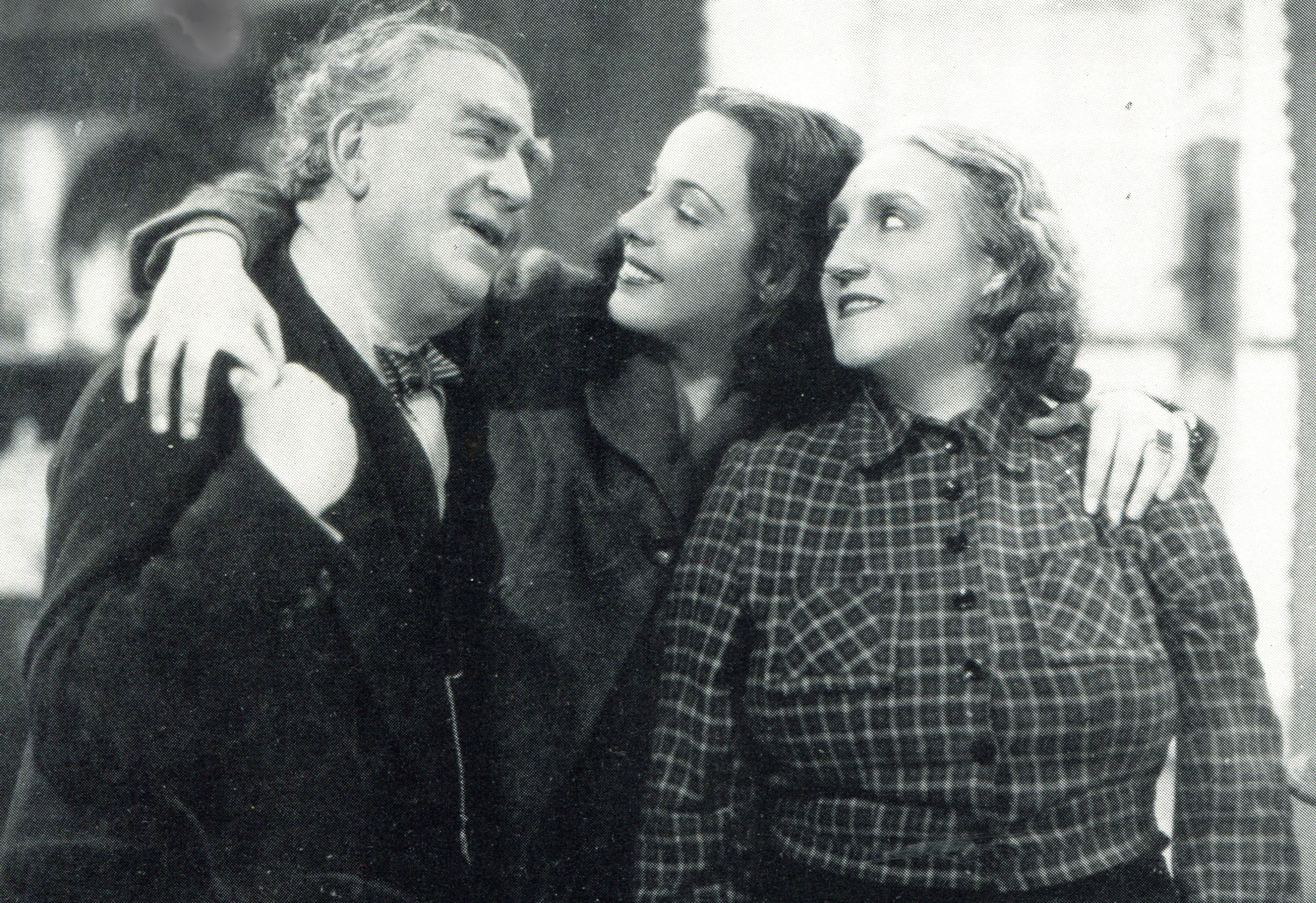
Armando Falconi, Anna Proclemer e Amelia Chellini in una scena del film

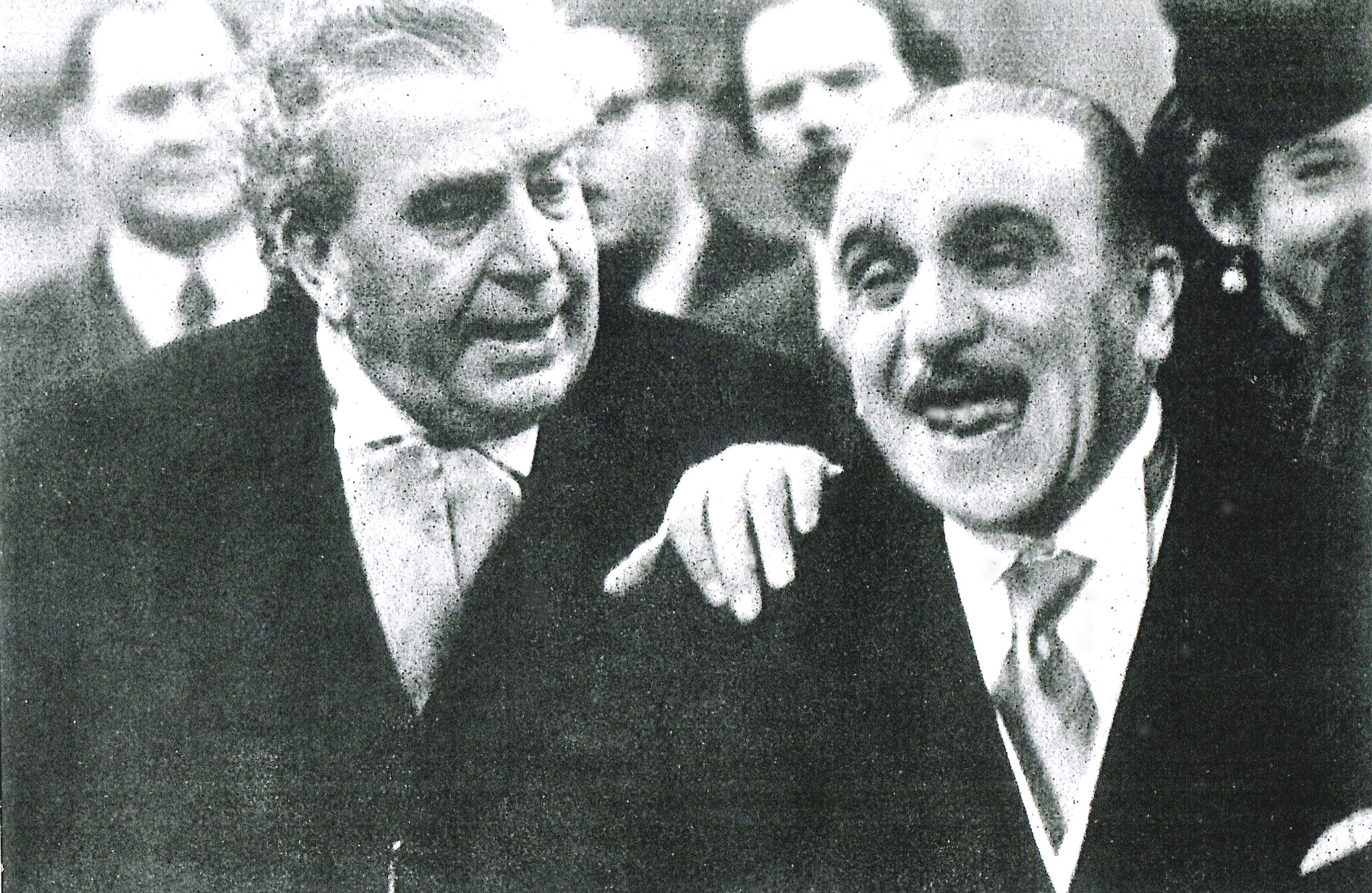
Armando Falconi ed Antonio Gandusio

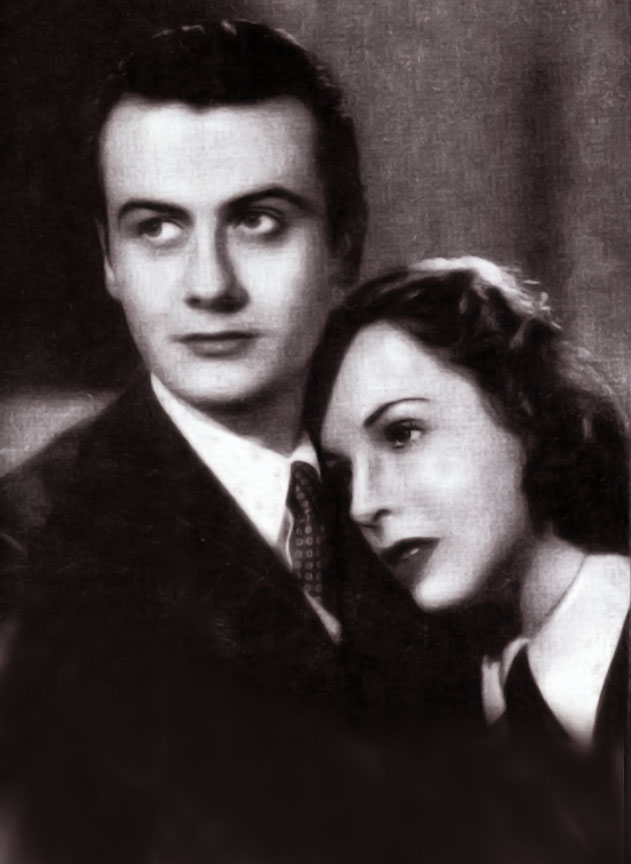
Roberto Villa ed Anna Proclemer

Il film diretto da Matarazzo - il penultimo degli anni trenta-quaranta che il regista romano realizzò in Italia prima di trasferirsi per due anni in Spagna con l'intento di sfuggire alla guerra - segnò ben due importanti debutti nel cinema: sia per Chiaretta Gelli che per Anna Proclemer (qui ancora Anna Vivaldi, pseudonimo solo cinematografico che sarà presto dimenticato) fu infatti questa la prima volta davanti alla macchina da presa. La Gelli, ai tempi del film una diciassettenne che veniva dal mondo del canto, ricorderà poi con simpatia quella sua prima esperienza: 
(Chiaretta Gelli)
 Matarazzo richiamò quasi subito la Gelli anche nel suo film successivo Il birichino di papà, nel quale la promosse al ruolo di protagonista, accentuando ancora di più le caratteristiche di vivacità dell'attrice-cantante ed invertendo in qualche modo i ruoli con la Proclemer.
Anna Proclemer, a quel tempo diciannovenne, veniva invece dal teatro, dove aveva debuttato in alcune rappresentazioni nelle quali si era trovata al fianco di un'altra esordiente, Giulietta Masina. Al tempo della realizzazione di Giorno di nozze, l'attrice si era già trasferita, scelta da Anton Giulio Bragaglia, al Teatro delle Arti di Roma.

## Critica
Giorno di nozze fu accolto con simpatia da quasi tutti i critici, che ne misero in evidenza la capacità di divertire. 
(C.A. Felice su L'Illustrazione italiana numero 7 del 14 febbraio 1943)
Giudizio condiviso da Raul Radice sul Corriere della Sera del 7 febbraio 1943 secondo il quale si trattava «di una commedia allegra, che è rimasta commedia anche sullo schermo».
L'elemento della frenesia che caratterizza il ritmo del film fu messo in evidenza da diversi critici;
(Diego Calcagno su Film del 9 gennaio 1943)
(Mario Gromo su La Stampa dell'8 dicembre 1942)
Anche in seguito quanti hanno commentato retrospettivamente questo film di Matarazzo ne hanno messo in evidenza il lato divertente.
(Il Mereghetti)
Secondo Angela Prudenzi, autrice della (sinora) unica monografia sull'opera del regista romano, Giorno di nozze, nel quale Matarazzo «può mostrare tutta la sua abilità nel dirigere il gioco degli equivoci e sviluppare i canoni della commedia», va considerato congiuntamente alla sua pellicola successiva Il birichino di papà, che egli diresse subito dopo. «I due film hanno in comune molti punti, a partire dal tema, il matrimonio tra giovani di classi sociali diverse (e) un forte senso di anarchia».